# Merlin-Saga
Die Merlin-Saga (im englischen Original The Lost Years Of Merlin epic) ist eine Buchreihe von Thomas A. Barron bestehend aus fünf Bänden („Quintologie“):
- The Lost Years of Merlin (1996) – dt. Merlin – Wie alles begann, 1999, Deutscher Taschenbuch Verlag, München
- The Seven Songs of Merlin (1997) – dt. Merlin und die sieben Schritte zur Weisheit, 2000, Deutscher Taschenbuch Verlag, München
- The Fires of Merlin (1998) – dt. Merlin und die Feuerproben, 2000, Deutscher Taschenbuch Verlag, München
- The Mirror of Merlin (1999) – dt. Merlin und der Zauberspiegel, 2001, Deutscher Taschenbuch Verlag, München
- The Wings of Merlin (2000) – dt. Merlin und die Flügel der Freiheit, 2002, Deutscher Taschenbuch Verlag, München

In den fünf Bänden beschreibt der Autor die „verlorenen Jahre“ Merlins, also die Jahre bevor dieser im Sagenkreis um König Artus, der Tafelrunde und der Suche nach dem Heiligen Gral als Magier und Mentor des jungen britischen Thronfolgers auftritt.
Die Saga beschreibt den Werdegang des Zauberers und seine Jugendzeit auf Fincayra, einer mythischen Insel, die irgendwo zwischen unserer und der Anderswelt (dem Totenreich) liegt.
Der Autor berichtet ausführlich von Merlins ersten Berührungen mit der Magie, aber auch von seinen Charakterzügen und beschreibt, wie der junge Heißsporn durch viele Prüfungen, Abenteuer und die erste Liebe zum erwachsenen, überlegt handelnden Mann reift. Der Text ist durch die Ich-Perspektive stark auf Merlins Denken und Handeln fixiert.